# ایلکین حسنی
ایلکین حسنی (ترکی آذربایجانی: İlkin Həsəni؛ زادهٔ ۲۱ اکتبر ۱۹۸۳) بازیگر، مجری تلویزیون، تهیه‌کننده فیلم اهل جمهوری آذربایجان است. وی از سال ۲۰۰۱ میلادی تاکنون مشغول فعالیت بوده‌است.